# 呼和陶勒盖淖
呼和陶勒盖淖是一个位于中国内蒙古自治区伊克昭盟的盐湖，面积约为2.26平方千米，属于蒙新高原区。它的一级流域为内流区诸河，二级流域为鄂尔多斯内流区。